# Nowa żywność
Nowa żywność (ang. novel food) – rodzaj żywności, która definiowana jest jako żywność innowacyjna, wytworzona przy pomocy nowoczesnych technologii i procesów produkcyjnych. W terminologii UE tym terminem określa się również żywność tradycyjnie spożywaną poza obszarem Unii Europejskiej. Przykładem nowej żywności jest żywność modyfikowana genetycznie, mięso in vitro czy białka z pojedynczych komórek.

## Unia Europejska
Nowa żywność lub nowy składnik żywności nie posiadają "znaczącej" historii zastosowania spożywczego w Unii Europejskiej, jeśli nie były stosowane przed 15 maja 1997 (data wprowadzenia rozporządzenia). Żywność lub składnik żywności, który podlega tej definicji muszą zostać autoryzowane zgodnie z przepisami o nowej żywności, Rozporządzeniem Parlamentu Europejskiego i Rady Unii Europejskiej (WE) nr 258/97 z dnia 27 stycznia 1997 r..
Aplikanci mogą korzystać z wytycznych zawartych w dokumencie wydanym przez Komisję Europejską, w którym przedstawione są wymagania dotyczące informacji naukowych oraz raportów oceny bezpieczeństwa, jakie muszą znaleźć się we wniosku.
Żywność oraz składniki żywności, które podlegają rozporządzeniu nie mogą:
- zagrażać zdrowiu konsumentów,
- wprowadzać konsumentów w błąd,
- różnić się od żywności lub składników żywności, które mają zastąpić, w takim stopniu, że ich spożycie byłoby niekorzystne odżywczo dla konsumentów.

Istnieją dwa rodzaje procedur dla wprowadzania do obrotu nowej żywności: pełna procedura autoryzacji oraz procedura uproszczona, oparta na notyfikacji. Procedura uproszczona dotyczy żywności, lub składników żywności, które według dostępnych danych naukowych lub na podstawie opinii przygotowanej przez jedną z instytucji prowadzących ocenę żywności stanowią odpowiednik już istniejącej żywności lub składników żywności pod względem: składu, wartości odżywczej, metabolizmu, przeznaczenia, poziomu zawartych w nich substancji niepożądanych. Brytyjska Food Standards Agency przygotowała przewodnik dla podmiotów składających uproszczoną aplikację. 
Początkowo przepisy dotyczące nowej żywności zostały wprowadzone przez Komisję Europejską w odpowiedzi na pojawienie się żywności produkowanej z roślin modyfikowanych genetycznie. Obecnie żywność wykorzystująca GMO podlega odrębnym przepisom, Rozporządzeniu (WE) 1829/2003 Parlamentu Europejskiego i Rady.

## Gospodarcze znaczenie prawa dot. nowej żywności
Od wejścia w życie regulacji dot. nowej żywności na rynek europejski zostało wprowadzonych wiele nowych produktów. Przykładami mogą być Benecol, zawierający fitostanole oraz Flora ProActiv zawierająca fitosterole, które osiągnęły sukces komercyjny jako środki obniżające poziom cholesterolu we krwi.  
Prawo w swojej obecnej formie wymusza ocenę bezpieczeństwa stosowania w przemyśle spożywczym owoców i warzyw egzotycznych, nawet jeśli były one w udokumentowany sposób bezpiecznie użytkowane poza granicami Unii Europejskiej. Wielu producentów spoza Unii Europejskiej odbiera to jako znaczącą barierę ekonomiczną, utrudniającą handel. Dobrym przykładem tego problemu może być baobab afrykański (Adansonia digitata), którego owoce są spożywane w Afryce Południowej i mają długą tradycję konsumpcji wśród rdzennych plemion afrykańskich. W świetle prawa europejskiego suszona pulpa z owoców baobabu musiała przejść autoryzację prawną przed dopuszczeniem jej do sprzedaży na terenie UE. Była to pierwsza autoryzacja produktu nowej żywności w ramach nowej regulacji nie wykorzystująca testów na zwierzętach, zamiast których posłużono się historią wykorzystania produktu oraz szczegółowymi analizami składników spożywczych i fitochemicznych owoców baobabu.  
Pozwoliło to obniżyć koszty akredytacji z około 10 milionów euro do 100 000 euro, tym samym otwierając dostęp do rynku europejskiego produktom spożywczym z innych regionów świata oraz ograniczając konieczność wykonywania testów na zwierzętach. 

### Nowelizacja przepisów o nowej żywności
W 2008 roku Parlament Europejski, Komisja Europejska oraz Rada Unii Europejskiej rozpoczęły prace nad nowelizacją przepisów.
Prace zostały wstrzymane 28 marca 2011 r., kiedy nie udało się osiągnąć porozumienia pomiędzy wspomnianymi instytucjami w kwestii wprowadzania na rynek żywności ze sklonowanych zwierząt. Parlament Europejski opowiadał się za całkowitym zakazem wprowadzenia na rynek mięsa pochodzącego ze sklonowanych zwierząt oraz jego potomstwa, podczas gdy niektórzy członkowie Rady Unii Europejskiej byli przychylni umożliwieniu sprzedaży mięsa z potomstwa hodowanego metodami tradycyjnym, według nich już nie podlegającego definicji nowej żywności.
Według Parlamentu Europejskiego kompromis miał polegać na zastąpieniu całkowitego zakazu sprzedaży mięsa ze sklonowanych zwierząt oraz ich potomstwa na obowiązek oznakowania wszelkich produktów spożywczych od nich pochodzących. W odpowiedzi Rada Unii Europejskiej oświadczyła, że rozwiązanie zaproponowane przez Parlament nie może być zastosowane, ponieważ nie byłoby zgodne z międzynarodowym prawem handlowym, którego Unia Europejska jest sygnatariuszem.
W grudniu 2013 r. Komisja ponownie zaproponowała rewizję obowiązującego rozporządzenia, zawierając elementy uzgodnione wcześniej i pomijając kwestie klonowania.
28 października 2015 roku zostały znowelizowane przepisy definiujące nową żywność. W efekcie powstały jasne i zrozumiałe wytyczne dot. produktów klasyfikowanych na terenie Unii Europejskiej jako nowa żywność. Należą do nich:
1. Produkty spożywcze o nowej lub celowo zmodyfikowanej strukturze molekularnej.
2. Produkty spożywcze zawierające lub wyizolowane/wyprodukowane z mikroorganizmów, grzybów lub glonów.
3. Produkty spożywcze zawierające lub wyizolowane/wyprodukowane z materiałów pochodzenia mineralnego.
4. Produkty spożywcze zawierające lub wyizolowane/wyprodukowane z roślin lub ich części, z wyjątkiem przypadków, gdy dany produkt posiada historię bezpiecznego użycia na terenie UE i spełnia jeden z dwóch warunków.
5. Produkty spożywcze zawierające lub wyizolowane/wyprodukowane ze zwierząt lub ich części, z wyjątkiem tych zwierząt uzyskanych tradycyjną metodą hodowli, których mięso posiada historię bezpiecznego użycia na terenie UE.
6. Produkty spożywcze zawierające lub wyizolowane/wyprodukowane z komórek lub tkanek pozyskanych ze zwierząt, roślin, mikroorganizmów, grzybów lub glonów.
7. Produkty spożywcze wytworzone w procesie nie będącym w użyciu na terenie UE przez 15 maja 1997, a który powoduje istotne zmiany w składzie lub strukturze produktu i ma wpływ na jego wartość odżywczą, metabolizm lub zawartość niepożądanych substancji.
8. Produkty spożywcze zawierające modyfikowane nanomateriały.
9. Witaminy, minerały i inne substancje, do których produkcji wykorzystano nowe procesy lub zawierające modyfikowane nanomateriały.
10. Produkty spożywcze używane na terenie UE wyłącznie jako suplementy diety przed 15 maja 1997, jeżeli mają być użyte w innym celu.

Znowelizowane rozporządzenie nie wspomina o żywności ze sklonowanych zwierząt jako osobnej kategorii produktów spożywczych, jakkolwiek są one nadal regulowane przez kategorię nr. 5 dot. odzwierzęcych produktów spożywczych uzyskanych przy użyciu nietradycyjnych praktyk hodowlanych.
Dużą zmianą jest pojawienie się kategorii numer 3 - produkty spożywcze pochodzenia mineralnego. 
Owady jako produkty spożywcze podlegają regulacji w 4 kategorii. Obecnie produkty zawierające owady (jako składnik) są dostępne w sprzedaży w wielu krajach członkowskich (np. w Holandii, Danii, Belgii, Francji), w związku z czym regulacja wzbudziła pewne zaniepokojenie.

## Polska
W Polsce organem kompetentnym w zakresie nowej żywności jest Główny Inspektorat Sanitarny. Zgodnie z art. 4 rozporządzenia Nr 258/97 przedsiębiorca wprowadzający do obrotu w Polsce nową żywność lub nowy składnik żywności jest zobowiązany do:
- złożenia wniosku/aplikacji do Głównego Inspektoratu Sanitarnego
- przesłania kopii całego wniosku do Komisji Europejskiej.

Aplikacja powinna zawierać zawierać:
- niezbędne informacje z uwzględnieniem kopii badań prowadzonych na temat zgłaszanego produktu i wszelkie dostępne dokumenty wskazujące na to, że dany produkt/składnik spełnia wymagania art. 3 ust. 1 ww. rozporządzenia;
- odpowiednią propozycję znakowania, które jest zgodne z art. 8 ww. rozporządzenia;
- konspekt/streszczenie dossier (złożonej aplikacji).

Jednostki naukowo-badawcze odpowiedzialne za ocenę nowej żywności w Polsce:
- Instytut Żywności i Żywienia
- Narodowy Instytut Zdrowia Publicznego - Państwowy Zakład Higieny
- Państwowy Instytut Weterynaryjny - Państwowy Instytut Badawczy